# Galbena
Galbena – wieś w Rumunii, w okręgu Alba, w gminie Arieșeni. W 2011 roku liczyła 189 mieszkańców.